# Magdalena Álvarez

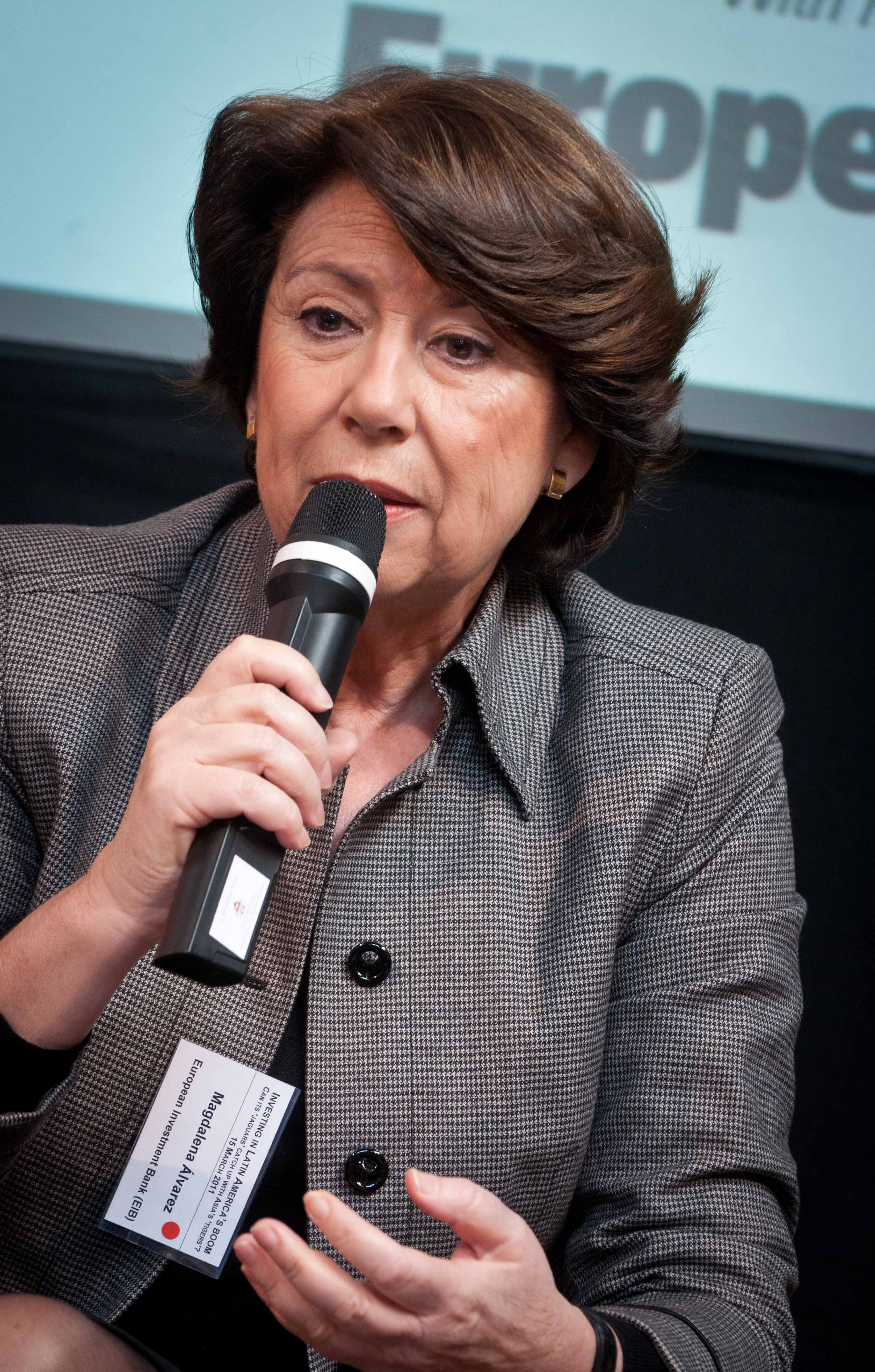
Magdalena Álvarez (2011)

Magdalena Álvarez Arza (* 15. Februar 1952 in San Fernando, Provinz Cádiz) ist eine spanische Politikerin (PSOE) und Vizepräsidentin der Europäischen Investitionsbank. Zuvor war sie unter anderem von 2004 bis 2009 spanische Ministerin für Infrastrukturförderung (Fomento, entspricht etwa dem deutschen Verkehrsministerium) unter José Luis Rodríguez Zapatero.

## Berufliche Laufbahn
Nach einer Promotion an der Universität Complutense Madrid war Magdalena Álvarez von 1977 bis 1990 Hochschuldozentin für Wirtschaftswissenschaften an der spanischen Staatlichen Fernuniversität. Von 1981 bis 1989 lehrte sie außerdem an der Escuela de Prácticas Jurídicas in Málaga und am Instituto de Estudios Fiscales.
Von 1979 bis 1993 übte sie ferner verschiedene Ämter im spanischen Finanzministerium und Finanzamt aus.

## Politische Laufbahn
Álvarez war parteiloses Mitglied des andalusischen Regionalparlaments und wurde im August 1994 von Manuel Chaves zur Ministerin für Wirtschaft und Finanzen in der andalusischen Regionalregierung ernannt. Aufgrund von Konflikten in der andalusischen Politik wurde dabei in den ersten zwei Jahren keiner der beiden von ihr ausgearbeiteten Jahreshaushalte vom andalusischen Parlament angenommen. Dennoch wurde sie nach den Regionalwahlen 1996 und 2000 jeweils im Amt bestätigt. Schwerpunkt ihrer Tätigkeit war die Verhandlungen mit der spanischen Zentralregierung über die regionale Finanzierung Andalusiens, wobei Álvarez insbesondere die "historische Schuld" (deuda histórica) Spaniens gegenüber seinem traditionell ländlichen und armen Süden betonte.
2004 wurde Álvarez Mitglied des PSOE-Parteivorstands und zog bei den spanischen Parlamentswahlen dieses Jahres als Spitzenkandidatin für die Provinz Málaga in den spanischen Abgeordnetenkongress ein. Kurz darauf wurde sie zur Infrastrukturministerin im ersten Kabinett Zapatero ernannt. Ihre Amtszeit war von einigen bemerkenswerten Fehlschlägen begleitet, etwa die Verzögerung des Ausbaus der Eisenbahnhochgeschwindigkeitsstrecke von Madrid nach Barcelona. Die Opposition forderte daher wiederholt den Rücktritt Álvarez'. Dennoch wurde sie bei den spanischen Parlamentswahlen 2008 wiedergewählt und von Präsident Zapatero auch in sein zweites Kabinett berufen. Erst am 7. April 2009 wurde sie im Rahmen einer umfassenden Kabinettsumbildung von José Blanco López abgelöst.
Bei der wenig später erfolgenden Europawahl in Spanien 2009 trat Álvarez auf dem dritten Platz der PSOE-Liste an und erreichte einen Sitz im Europäischen Parlament. Als Mitglied des Europäischen Parlaments gehörte sie dem Ausschuss für Verkehr und Fremdenverkehr sowie dem Temporären Ausschuss zur Finanz-, Wirtschafts- und Sozialkrise an. Im Juli 2010 schied sie aus dem Europäischen Parlament aus, nachdem sie zur Vizepräsidentin der Europäischen Investitionsbank ernannt worden war.